# Finse parlementsverkiezingen 2019

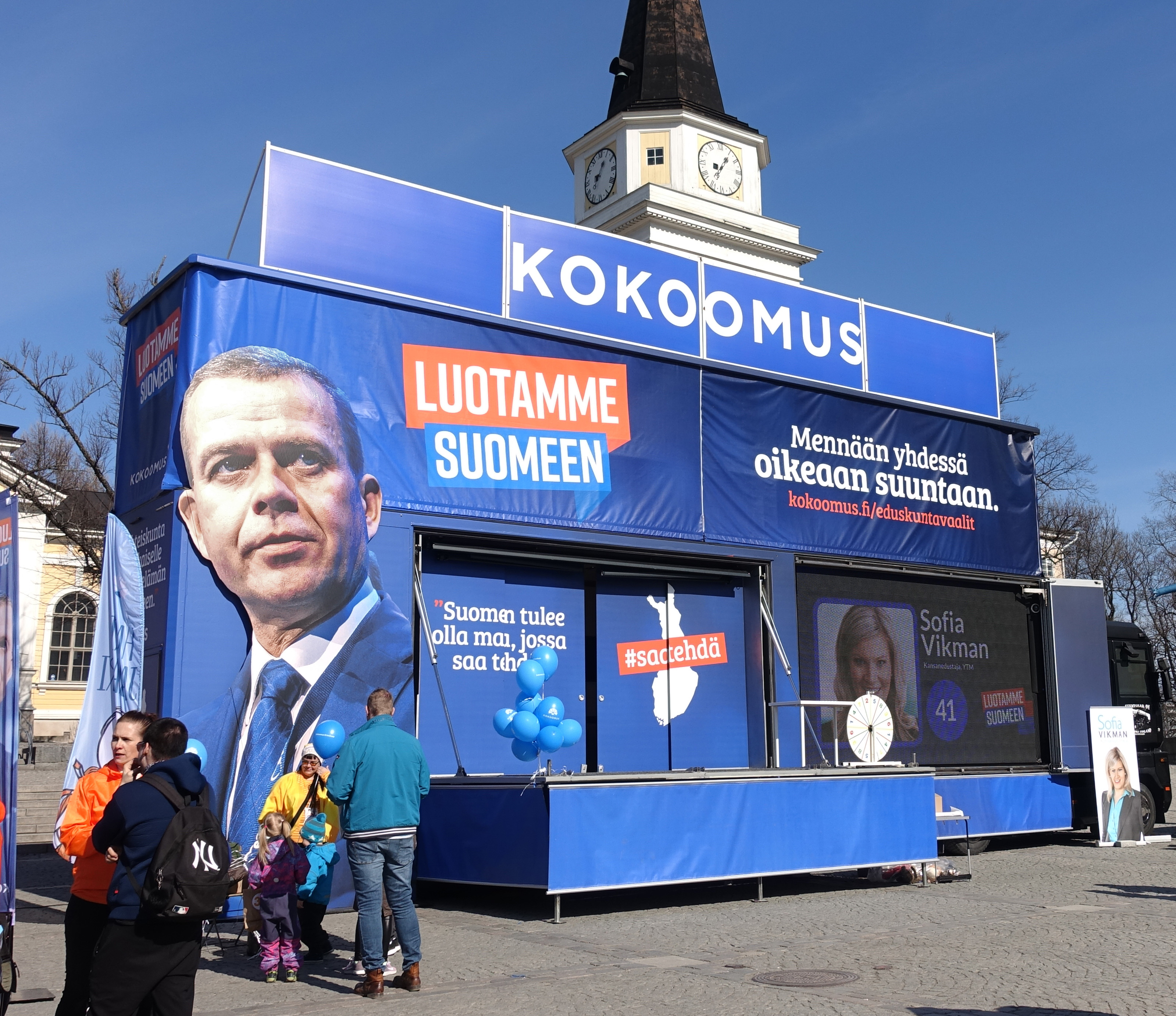
Kiescampagne van de Nationale Coalitiepartij

De Finse parlementsverkiezingen in 2019 vonden plaats op 14 april 2019.

## Achtergrond
Na de verkiezingen van 2015 werd er een regering gevormd onder leiding van premier Juha Sipilä, bestaande uit de Centrumpartij van Finland, de Nationale Coalitiepartij en de Finnenpartij. 
De Finnenpartij koos in juni 2017 Jussi Halla-aho, nadat Timo Soini had aangekondigd te stoppen. Halla-aho was omstreden omdat hij wilde dat Finland uit de Europese Unie zou stappen. Bovendien was hij in 2012 veroordeeld tot een boete omdat hij in een artikel de koran in verband had gebracht met pedofilie. Premier Sipilä en minister van Financiën Petteri Orpo van de Nationale Coalitiepartij lieten daarop weten niet met de Finnenpartij onder leiding van Halla-aho samen te willen werken. Dit leidde tot een crisis binnen de Finnenpartij. Twintig parlementariërs waaronder voormalig partijleider Soini splitsten zich af. Een parlementariër keerde later terug naar de Finnenpartij, terwijl een ander overstapte naar de Nationale Coalitiepartij. Met steun van afgesplitste fractie behield de regering haar meerderheid.
Premier Sipilä kondigde in maart 2019 alsnog de ontslag van zijn kabinet aan vanwege een meningsverschil over de hervorming van de gezondheidszorg. Volgens verschillende analisten had Sipilä bewust aangestuurd op een kabinetsval om zodoende de coalitiepartijen meer speelruimte te geven tijdens de verkiezingscampagne.
De verkiezingen werden met een klein verschil gewonnen door de Sociaaldemocraten, voor de eerste keer sinds 1999. De Centrumpartij was de grote verliezer. De partij verloor 18 van de 51 zetels en boekte daarmee het slechtste resultaat sinds 1917. 
De Finnenpartij was ten tijde van de partijscheuring ver weg gezakt in de peilingen, maar profiteerden van een seksschandaal dat speelde in de stad Oulu, waarbij een groep asielzoekers minderjarige meisjes misbruikt had. De afsplitsers van de Finnenpartij deden mee onder de naam Blauwe Toekomst, maar de partij haalde minder dan een procent van de stemmen. Een ander belangrijk moment tijdens de campagne was de aanval op een kandidaat van de Linkse Alliantie die met een mes in de rug werd gestoken.
Na de verkiezingen werd een coalitie gevormd bestaande uit de Sociaaldemocraten, de Centrumpartij, de Groene Liga, de Linkse Alliantie en de Zweedse Volkspartij. Antti Rinne, de partijleider van de Sociaaldemocraten, werd gekozen als nieuwe premier.

## Uitslag
| Partij                                  | Stemmen   | %    | ±%    | zetels | verschil |
| --------------------------------------- | --------- | ---- | ----- | ------ | -------- |
| Sociaaldemocratische Partij van Finland | 546.471   | 17,7 | ▲ 1,2 | 40     | ▲ 6      |
| Finnenpartij                            | 538.805   | 17.5 | ▼ 0,2 | 39     | ▲ 1      |
| Nationale Coalitiepartij                | 523.957   | 17,0 | ▼ 1,2 | 38     | ▲ 1      |
| Centrumpartij van Finland               | 423.920   | 13,8 | ▼ 7,3 | 31     | ▼ 18     |
| Groene Liga                             | 354.194   | 11,5 | ▲ 3,0 | 20     | ▲ 5      |
| Linkse Alliantie                        | 251.808   | 8,2  | ▲ 1,1 | 16     | ▲ 4      |
| Zweedse Volkspartij                     | 139.640   | 4,5  | ▼ 0,4 | 9      | 0        |
| Christendemocraten                      | 120.144   | 3.9  | ▲ 0,4 | 5      | 0        |
| Beweging Nu                             | 69.427    | 2,3  | ▲ 2,3 | 1      | ▲ 1      |
| Åland-vertegenwoordiger                 | 11.640    | 0,4  | ▲ 0,1 | 1      | 0        |
| Overigen                                | 101.910   | 3,3  | ▲ 1,2 | 0      | 0        |
| Totaal                                  | 3.081.916 | 100% |       | 200    |          |

1907 · 1908 · 1909 · 1910 · 1911 · 1913 · 1916 · 1917 · 1919 · 1922 · 1924 · 1927 · 1929 · 1930 · 1933 · 1936 · 1939 · 1945 · 1948 · 1951 · 1954 · 1958 · 1962 · 1966 · 1970 · 1972 · 1975 · 1979 · 1983 · 1987 · 1991 · 1995 · 1999 · 2003 · 2007 · 2011 · 2015 · 2019 · 2023